# Geografia Bulgariei

Bulgaria este o țară europeană situată în Peninsula Balcanică. Se învecinează cu România la nord (în cea mai mare parte de-a lungul Dunării), Serbia și Republica Macedonia la vest și Grecia și Turcia la sud. La est, teritoriul țării este delimitat de Marea Neagră. Are o suprafață de 110,994 km.2 și este a 14-a țară ca mărime din Europa. 
Din punct de vedere geografic și al climei, Bulgaria prezintă o diversitate notabilă, cu peisaje variind de la vârfurile alpine acoperite cu zăpadă, în Rila, Pirin și Munții Balcani, la vremea temperată și însorită de pe coasta Mării Negre, la Câmpia Danubiană tipic continentală (antica Moesie), în nord, până la puternica influență mediteraneană pe văile macedoniene și zonele joase din sudul Traciei. 
Bulgaria este formată din regiuni ale provinciilor antice Tracia, Moesia și Macedonia. Sudvestul muntos al țării prezintă două lanțuri alpine - Rila și Pirin - iar mai la est sunt munții Rodopului, mai scunzi, dar mai extinși. Muntele Rila include și cel mai înalt vârf din Peninsula Balcanică, Musala, cu 2.925 m; întinsul lanț al Munților Balcani este orientat pe direcția vest-est de-a lungul țării, la nord de faimoasa Vale a Rozelor. Dealuri și coline se pot găsi în sudest, de-a lungul coastei Mării Negre în est, și de-a lungul principalului râu al Bulgariei, Dunărea, în nord. Alte râuri importante sunt Struma și Marița, în sud. Există aproximativ 260 de lacuri glaciare în Rila și Pirin, mai multe lacuri mari pe coasta Mării Negre, și mai mult de 2.200 de lacuri amenajate. Izvoarele minerale sunt abundente, localizate în special în sud-vestul și centrul țării, la dintre munți.

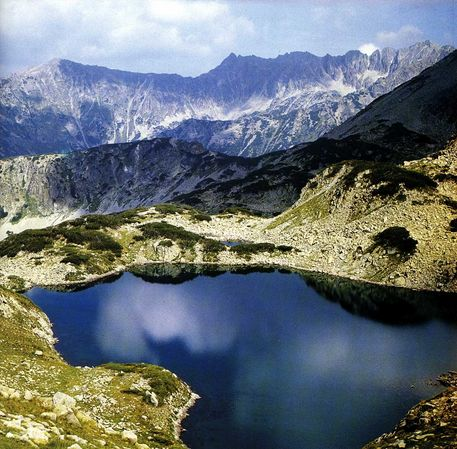
Parcul Național Pirin

Bulgaria are o climă temperată, cu ierni reci (cu multe precipitații) și veri calde și uscate, precum și cu o influență mediteraneană de-a lungul coastei Mării Negre. Efectul de barieră a Munților Balcani influențează clima de-a lungul țării: nordul Bulgariei este ceva mai răcoros și ploios decât regiunile sudice. Precipitațiile medii din Bulgaria sunt de aproximativ 630 mm pe an. Cele mai aride regiuni sunt Dobrogea și partea nordică de coastă, în timp ce părțile cele mai înalte ale munților Rila și Stara Planina prezintă cele mai mari cantități de precipitații. În timpul verii, temperaturile din sudul Bulgariei depășesc de obicei 40 de grade, dar rămân mai scăzute pe coastă. Cea mai mare temperatură de până acum a fost 46,7 grade Celsius, înregistrată lângă Plovdiv.
Țara deține zăcăminte de minerale relativ importante, incluzând rezerve vaste de lignit și antracit, sau minerale neferoase precum cuprul, plumbul, zincul și aurul. Există depozite mari de mangan în nord-est. Depozite mai mici de fier, argint, cromit și nichel sunt de asemenea prezente. Bulgaria este bogată în sare, gips, caolin și marmură. 
Peninsula Balcanică își are numele de la lanțul muntos Balkan sau Stara Planina, care se întinde de-a lungul centrului Bulgariei, ajungând până în Serbia de est.  Bulgaria menține o bază științifică pe Insula Livingston, în Insulele South Shetland ale Antarcticii.

## Frontiere
Frontiera Bulgariei are o lungime totală de 2.162 km, din care 1808 km de frontieră terestră si 354 km de coastă.
Granița de nord cu România are 608 km. Cea mai mare parte (470 km) este formată de fluviul Dunarea de la vărsarea raului Timok la vest pâna la orasul Silistra la est. Granița terestră de la Silistra la Capul Sivriburun de la Marea Neagră măsoară 139km. Dunărea este travesrată de două poduri, între Vidin și Calafat și respectiv între Ruse si Giurgiu. De-a lungul Dunării există 48 de insule care aparțin Bulgariei (cea mai mare este insula Belene - 42kmp) și 32 de insule care aparțin României. 
Granița de est este maritimă, de-a lungul Mării Negre si are 354km de la Capul Sivriburun la nord pâna la Râul Rezovo în sud. Litoralul Bulgariei reprezinta aproxmativ 10% din lungimea litoraluluui Mării Negre. 
Granița de sud are 734 km lungime, din care 240 km cu Turcia, de la Râul Rezovo până la Râul Marița în dreptul satului Kapitan Andreevo) si 494 cu Grecia (de la Kapitan Andreevo pana la Varful Tumba din Masivul Belasita, lângă satul Belasița).
Granița de vest are 466 km, din care 148 km cu Macedonia de Nord (de la Varful Tumba pana la Masivul Kitka) si 318 cu Serbia (de la Kitka pana la confluenta Timokului cu Dunărea). 

## Relief

Harta fizică a Bulgariei cu principalele grupe de munți

Relieful Bulgariei este variat. Principala caracteristică a reliefului o reprezintă cele patru regiuni care se întind paralel de la vest la est de-a lungul tării. De la nord la sud, aceste zone geomorfologice sunt Campia Dunarii, Munții Balcani, Regiunea de Tranziție si Regiunea Rila-Rodopi. Părțile cele mai estice ale fiecarei regiuni, lângă Marea Neagra, sunt joase, dar câștigă înalțime catre vest, astfel încât zona cea mai vestică a țării are o altitudine medie relativ ridicată.
Distribuția zonelor de altitudine în Bulgaria:
| Zone de inălțime    | Altitudine (m) | Suprafata (km2) | Suprafața (%) |
| ------------------- | -------------- | --------------- | ------------- |
| Campie              | 0–200          | 34,858          | 31.42         |
| Deal                | 200–600        | 45,516          | 41.00         |
| Zonă montană joasă  | 600–1000       | 16,918          | 15.24         |
| Zonă montană medie  | 1000–1600      | 10,904          | 9.82          |
| Zonă montană înaltă | 1600–2925      | 2,798           | 2.52          |

Altitudinea medie a Bulgariei este de 470 m.
Exemple de formațiuni stancoase in Bulgaria::

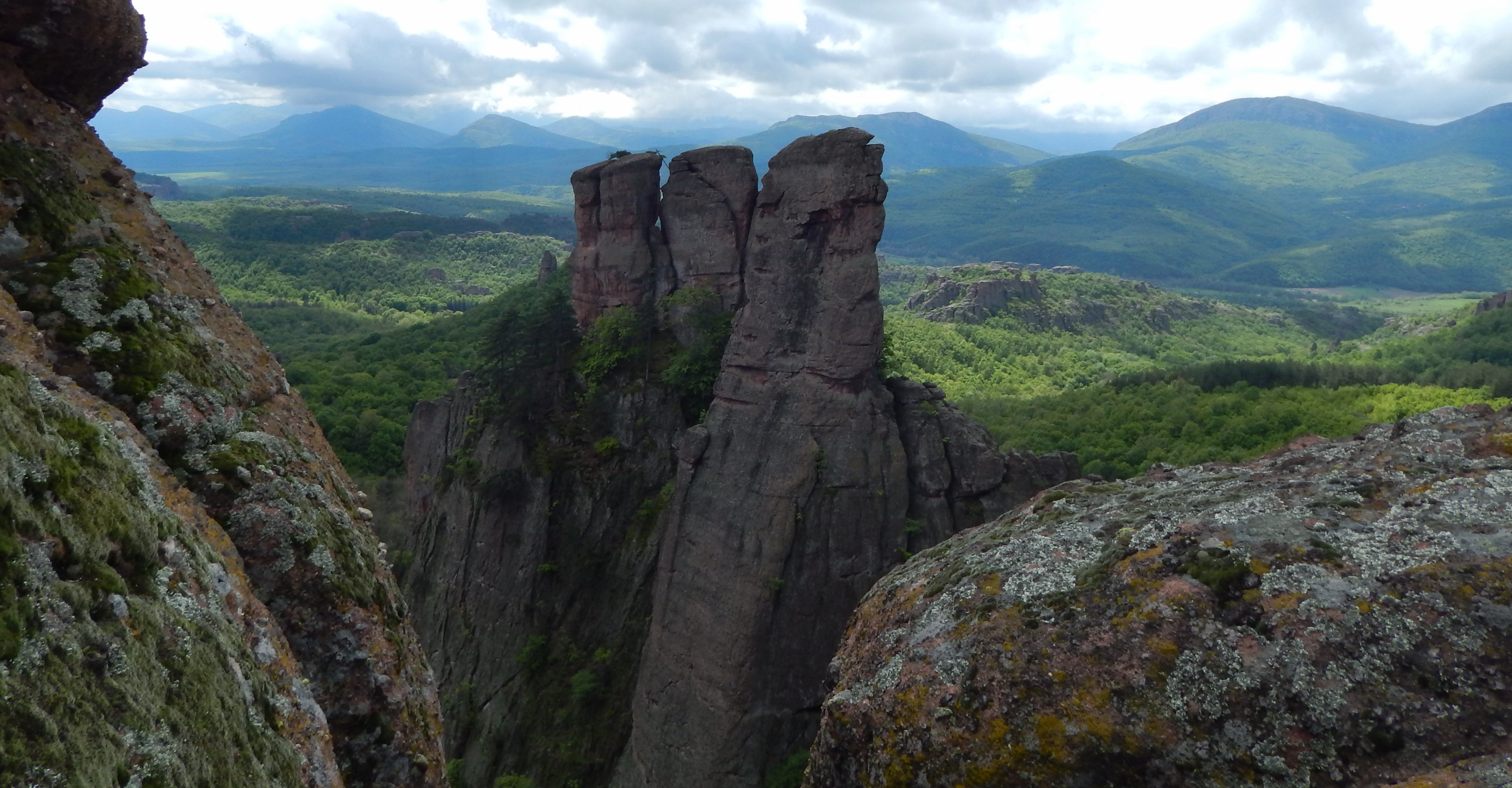
Stâncile Belogradcik, Balcanii de Vest
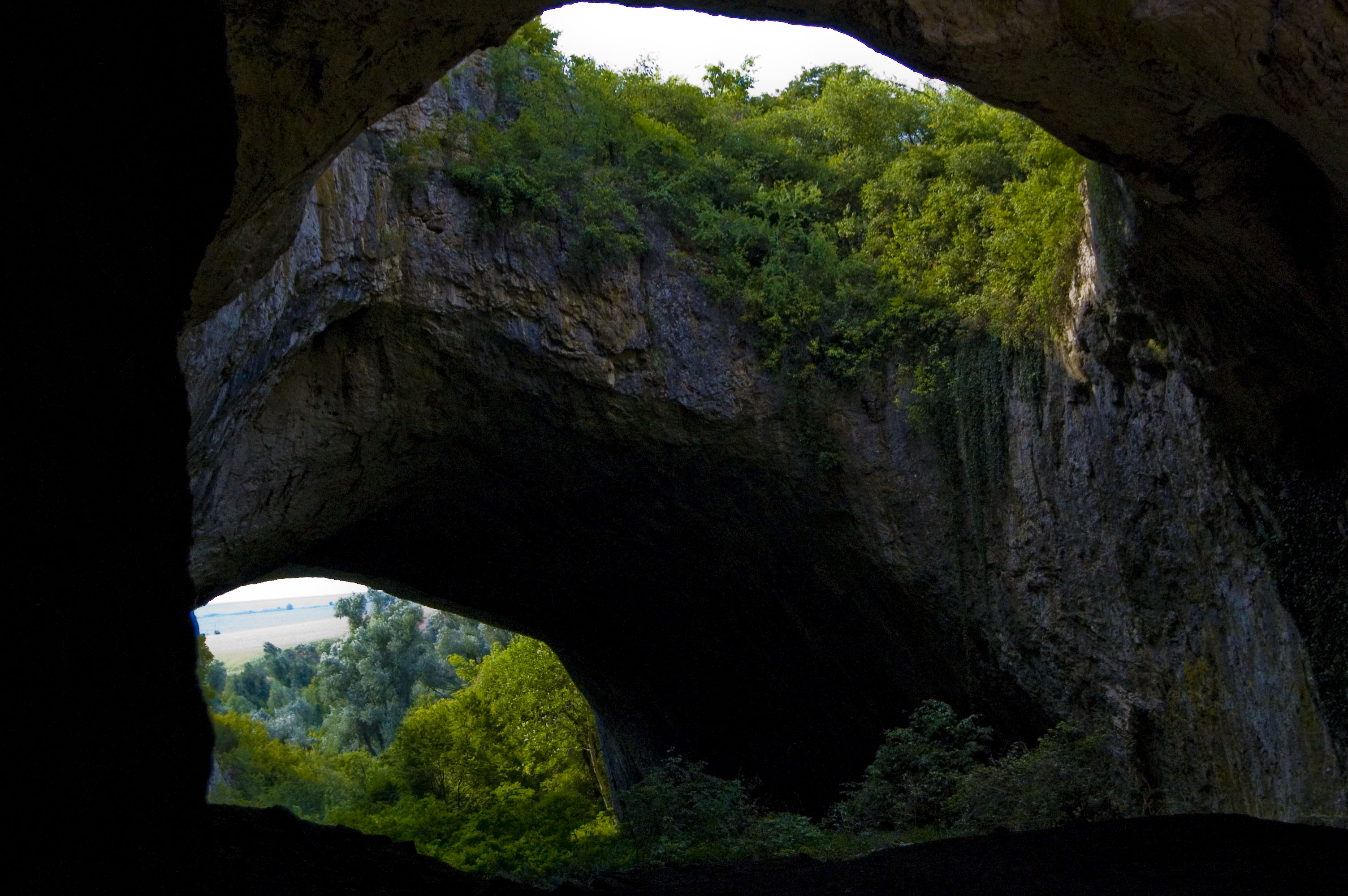
Peștera Devetașka, Dealurile Sub-Balcanice
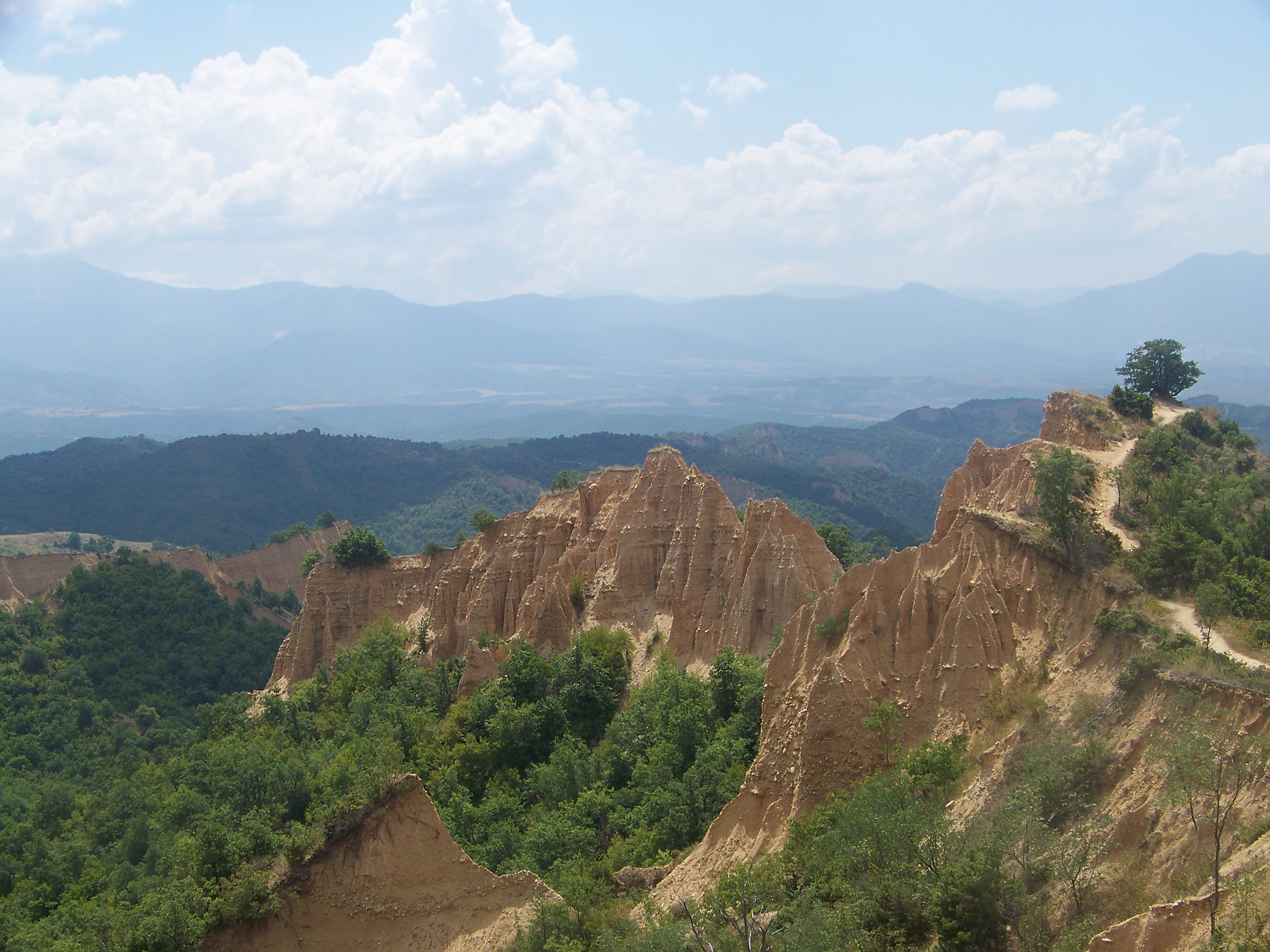
Piramida Melnik, Munții Pirin
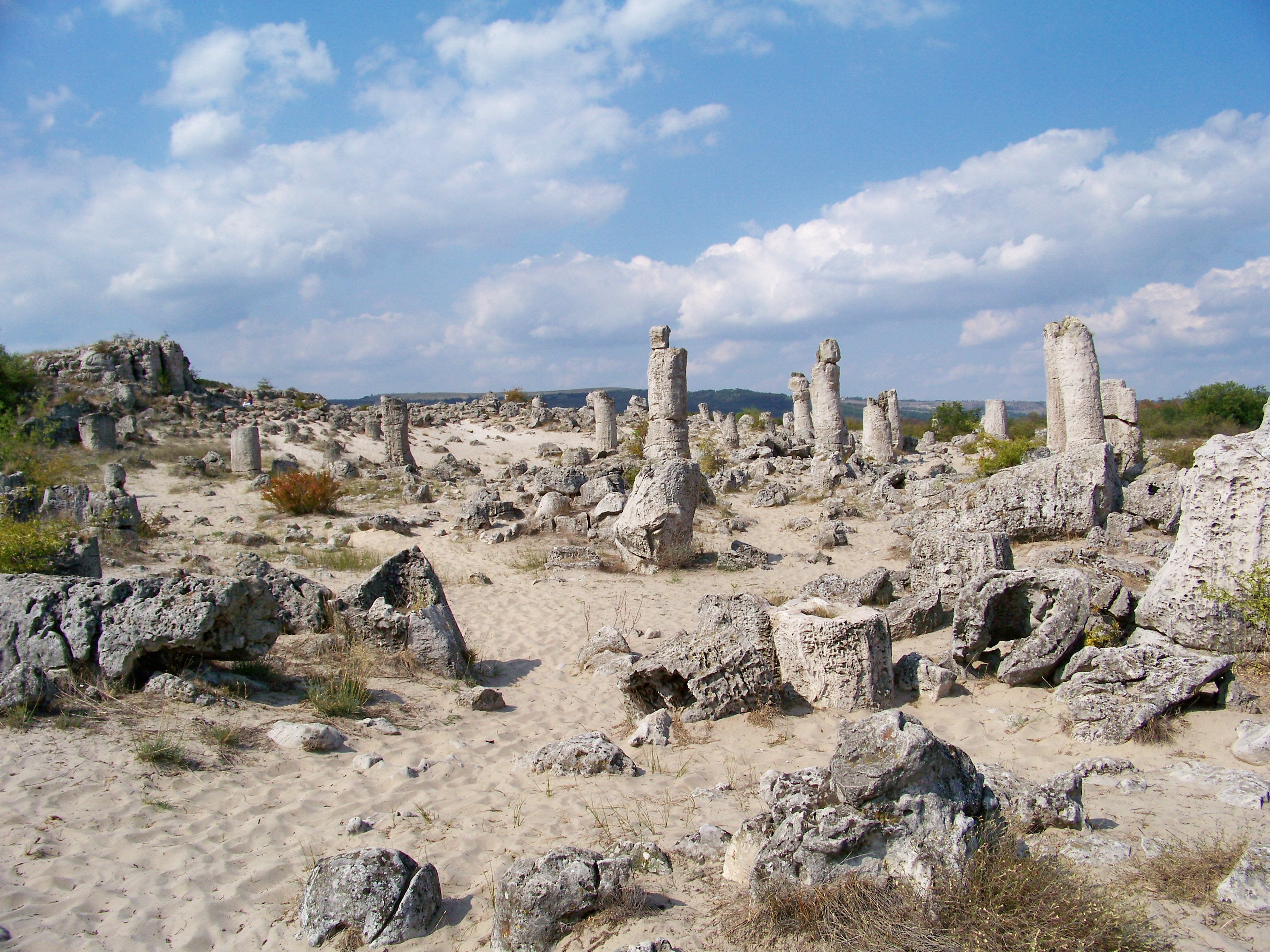
Pobiti Kamani, Câmpia Dunarii
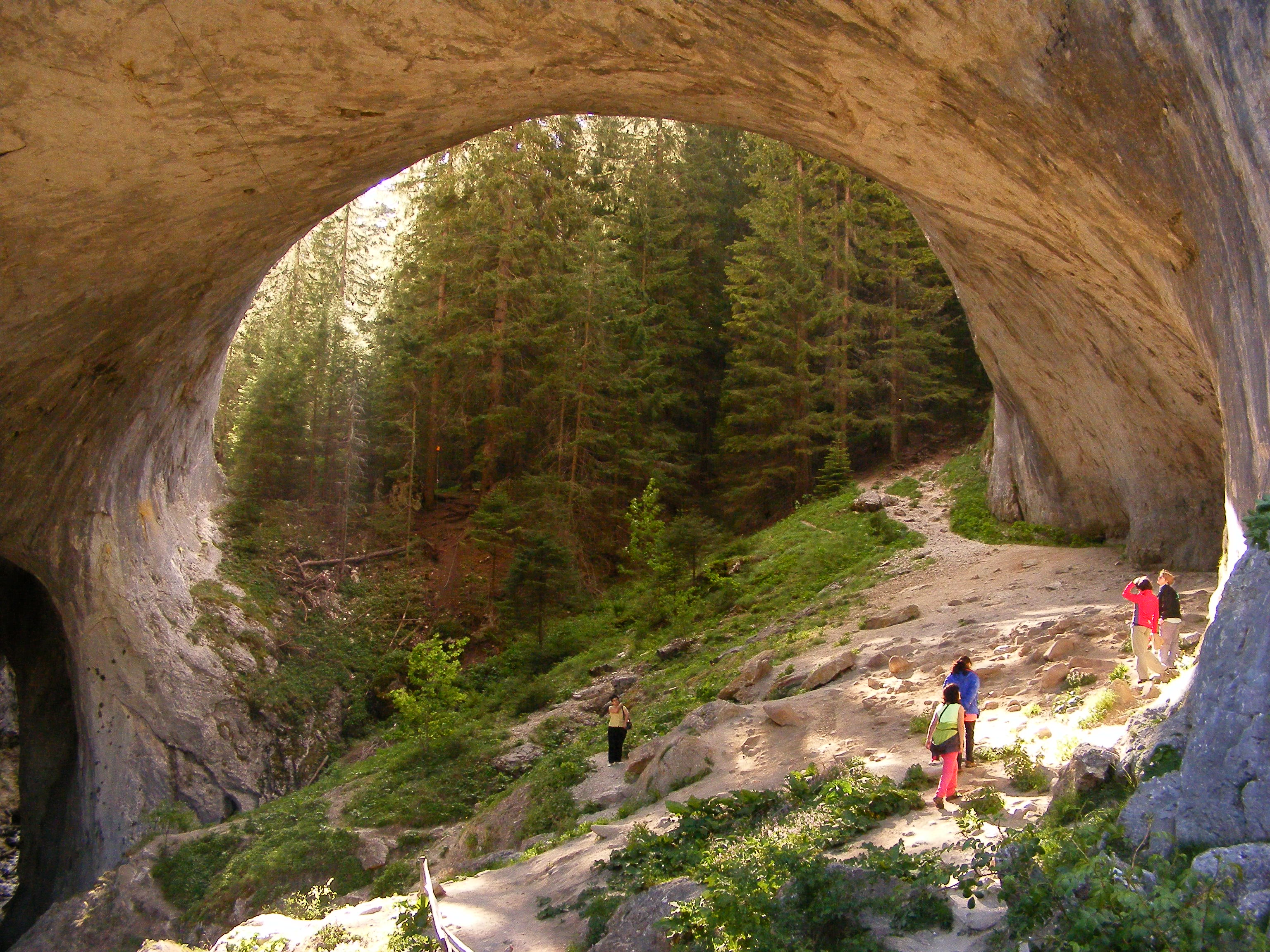
Chudnite Mostove, Munții Rodopi

## Bibligorafie
- Дончев (Donchev), Дончо (Doncho); Каракашев (Karakashev), Христо (Hristo) (2004). Теми по физическа и социално-икономическа география на България (Topics on Physical and Social-Economic Geography of Bulgaria) (în Bulgarian). София (Sofia): Ciela. ISBN 954-649-717-7.